# Нга, Ландри
Ландри Нга (фр. Landry Nga, 1985 год) — камерунский шашист, бронзовый призёр чемпионата Африки 2018, чемпион Африки в командных соревнованиях 2021 года, серебряный призёр (2016, 2024) и бронзовый призёр (2018) чемпионатов Африки в формате блиц. Чемпион Камеруна (2016, 2024). Мастер ФМЖД (MF).
Участник Всемирных интеллектуальных игр 2016 года в формате блиц (12 место из 24 участников) и в формате рапид (15 место из 24 участников). 
На чемпионате мира 2025 года занял 4 место в подгруппе B, что обеспечило итоговое 15-16 место (в финал вышли 12 шашистов).

## Чемпионат мира
- 2019 (12 место)
- 2025 15-16 место (4 место в полуфинале)

## Чемпионат Африки
- 2016 (5 место)[2] и 2 место в блице
- 2018 (3 место)[2] и 3 место в блице
- 2021 команды (1 место)[3]
- 2024 3 место в финале В и 2 место в блице

## Чемпионат Камеруна
- 2016[4] (1 место).
- 2017[5] (2 место).
- 2024[6] (1 место).

## Чемпионат Буркина Фасо
- 2016[7] (5 место).